# ピューリッツァー賞 ニュース速報写真部門
ピューリッツァー賞 ニュース速報写真部門（ピューリッツァーしょう ニュースそくほうしゃしんぶもん、英: Pulitzer Prize for Breaking News Photography）は、ピューリッツァー賞の部門の一つである。

## 名称の変遷
1968年より授与されている。それまで写真を扱うピューリッツァー賞は写真部門のみであったが、1968年にニュース速報写真部門と特集写真部門の2つに分割された。当初の賞名はSpot News Photographyであったが、2000年にBreaking News Photographyに変更された。

## 受賞
| 年   | 受賞者                                   | 所属                                                         | 内容 |
| ---- | ---------------------------------------- | ------------------------------------------------------------ | --- |
| 1968 | ロッコ・モラビト                         | ジャクソンビル・ジャーナル                                   | "The Kiss of Life"、電柱での作業中に感電した工夫と人工呼吸を行う同僚を撮影したもの。                                              |
| 1969 | エドワード・T・アダムス                  | AP通信                                                       | 「サイゴンでの処刑」、グエン・ゴク・ロアンを参照。                                                                                |
| 1970 | スティーヴ・スター                       | AP通信                                                       | コーネル大学で撮影された "Campus Guns"。                                                                                          |
| 1971 | ジョン・ポール・フィロ                   | ヴァレー・デイリー・ニュース・アンド・デイリー・ディスパッチ | 1970年5月4日、ケント州立大学でベトナム戦争への反戦運動に加わっていた学生達に州兵が発砲、4人が亡くなった事件に関する写真に対して。 |
| 1972 | ホルスト・ファース、マイケル・ローラン   | AP通信                                                       | 「ダッカでの死」 |
| 1973 | フィン・コン・ウト                       | AP通信                                                       | ナパーム弾に怯える子供たちの写真（「戦争の恐怖」）に対して。                                                                      |
| 1974 | アンソニー・K・ロバーツ                  | フリーランス                                                 | "Fatal Hollywood Drama" |
| 1975 | ジェラルド・H・ゲイ                      | シアトル・タイムズ                                           | "Lull in the Battle"と題する疲れきった4人の消防士たちの写真に対して。                                                             |
| 1976 | スタンリー・フォーマン                   | ボストン・ヘラルド・アメリカン                               | 1975年7月22日にボストンで起きた火事で避難階段が崩落した写真(Fire Escape Collapse)に対して。                                       |
| 1977 | ニール・ウールヴィッチ                   | AP通信                                                       | バンコクにおける混乱と残虐行為の写真に対して。                                                                                    |
| 1978 | ジョン・H・ブレア                        | UPI通信                                                      | 人質にされるインディアナポリスの株式仲買人の写真に対して。                                                                        |
| 1979 | トーマス・J・ケリー                      | ポッツタウン・マーキュリー紙                                 | "Tragedy on Sanatoga Road" |
| 1980 | 匿名                                     | UPI通信                                                      | "Firing Squad in Iran"→ジャハンギル・ラズミであることが明らかにされた（2006年12月、ウォール・ストリート・ジャーナル）             |
| 1981 | ラリー・C・プライス                      | フォート・ワース・スターテレグラム紙                         | リベリアにおける写真。 |
| 1982 | ロン・エドモンド                         | AP通信                                                       | レーガン大統領暗殺未遂事件。 |
| 1983 | ビル・フォーリー                         | AP通信                                                       | ベイルートのサブラ難民キャンプで起こったパレスチナ難民の虐殺の写真に対して。                                                      |
| 1984 | スタン・グロスフェルド                   | ボストン・グローブ                                           | レバノンの戦争下における人々を写した作品に対して。                                                                                |
| 1985 | ラリー・C・プライス                      | フィラデルフィア・インクワイラー                             | 戦争で荒廃したアンゴラとエルサルバドルの写真に対して。                                                                            |
| 1986 | キャロル・グージー、マイケル・ドゥシール | マイアミ・ヘラルド                                           | コロンビアのネバドデルルイス火山の爆発。                                                                                          |
| 1987 | キム・コメニチ                           | サンフランシスコ・イグザミナー                               | フェルディナンド・マルコスの没落。                                                                                                |
| 1988 | スコット・ショー                         | オデッサ・アメリカン                                         | テキサス州で井戸に落ちた少女の救出の写真に対して。                                                                                |
| 1989 | ロン・オルシュワンガー                   | フリーランス                                                 | 救助された子供に人工呼吸を施す消防士の写真に対して。セントルイス・ポスト・ディスパッチ紙に掲載された。                            |

### 1990年代
| 年   | 受賞者                               | 所属                           | 内容 |
| ---- | ------------------------------------ | ------------------------------ | --- |
| 1990 | スタッフ                             | オークランド・トリビューン誌   | 1989年10月17日に起きたサンフランシスコ湾岸地震（ロマプリータ地震）のシリーズに対して。                                                     |
| 1991 | グレッグ・マリノヴィッチ             | AP通信                         | 南アフリカ共和国において、スパイの疑いをかけられたズールー族の男性がアフリカ民族会議の支持者によって殺害された出来事を追った写真に対して。 |
| 1992 | スタッフ                             | AP通信                         | ソ連で起きたクーデターと共産主義政体の崩壊のシリーズに対して。                                                                             |
| 1993 | ケン・ガイガー、ウィリアム・シンダー | ダラス・モーニングニュース     | バルセロナオリンピックを追ったドキュメンタリーに対して。                                                                                   |
| 1994 | ポール・ワトソン (ジャーナリスト)    | トロント・スター               | ソマリア内戦でモガディシオの通りを引きずられていくアメリカ軍人の死体の写真に対して。                                                       |
| 1995 | キャロル・グージー                   | ワシントン・ポスト             | ハイチ危機とその後に関するシリーズに対して。                                                                                               |
| 1996 | チャールズ・ポーター                 | フリーランス                   | オクラホマシティ連邦政府ビル爆破事件において、消防士に抱かれる1歳の犠牲者の写真に対して。                                                  |
| 1997 | アニー・ウェルズ                     | プレス・デモクラット           | カリフォルニア州サンタローザにおいて、洪水時にティーンエイジャーを助ける地元の消防士達の写真に対して。                                     |
| 1998 | マーサ・リアル                       | ピッツバーグ・ボスト・ガゼット | ルワンダとブルンジにおける抗争の生存者たちの写真に対して。                                                                                 |
| 1999 | スタッフ                             | AP通信                         | ケニアとタンザニアで起こったアメリカ大使館爆破事件の写真に対して。                                                                         |

### 2000年代
| 年   | 受賞者                                             | 所属                           | 内容 |
| ---- | -------------------------------------------------- | ------------------------------ | --- |
| 2000 | スタッフ                                           | ロッキー・マウンテン・ニュース | コロンバイン高校銃乱射事件の直後の生徒達の写真に対して。                                                                                    |
| 2001 | アラン・ディアス                                   | AP通信                         | キューバから母親と亡命した6歳少年エリアン・ゴンザレスを、武装した移民帰化局の要員がエリアンの叔父の家から強制的に奪還する瞬間を捉えた写真。 |
| 2002 | スタッフ                                           | ニューヨーク・タイムズ         | アメリカ同時多発テロ事件のシリーズに対して。                                                                                                |
| 2003 | スタッフ                                           | ロッキー・マウンテン・ニュース | コロラドの山火事に関する写真に対して。 |
| 2004 | デヴィッド・リーソン、シェリル・ディアス・メイヤー | ダラス・モーニング・ニュース   | イラク戦争に関する写真に対して。 |
| 2005 | スタッフ                                           | AP通信                         | イラク市街での戦闘を1年に渡って追ったシリーズに対して。                                                                                     |
| 2006 | スタッフ                                           | ダラス・モーニング・ニュース   | ハリケーン・カトリーナの被害を受けたニューオリンズの報道に対して。                                                                          |
| 2007 | Oded Balilty                                       | AP通信                         | ヨルダン川西岸への非合法な移住者を排除するイスラエル治安部隊に抵抗するユダヤ人女性の写真に対して。                                          |
| 2008 | アドリース・ラティーフ                             | ロイター                       | ミャンマーで反政府デモを取材中に殺害された日本人ビデオジャーナリスト長井健司の姿を撮影した写真に対して。                                    |
| 2009 | パトリック・ファレール                             | マイアミ・ヘラルド             | ハリケーン・アイクが直撃した後のハイチを取材したルポルタージュに対して。                                                                    |

### 2010年代
| 年   | 受賞者                                                                      | 所属                    | 内容                                                                 |
| ---- | --------------------------------------------------------------------------- | ----------------------- | -------------------------------------------------------------------- |
| 2010 | Mary Chind                                                                  | The Des Moines Register | デモイン市内の川で溺れた女性を懸命に救おうとする建設作業員           |
| 2011 | Carol Guzy、Nikki Kahn、Ricky Carioti                                       | ワシントン・ポスト      | ハイチ地震                                                           |
| 2012 | Massoud Hossaini                                                            | フランス通信社          | カーブル近郊のアブ・ファズル・モスクの自爆テロの現場で泣き叫ぶ女の子 |
| 2013 | Rodrigo Abd、Manu Brabo、Narciso Contreras、Khalil Hamra、Muhammed Muheisen | AP通信                  | シリア内戦                                                           |
| 2014 | Tyler Hicks                                                                 | ニューヨーク・タイムズ  | ケニアショッピングモール襲撃事件の写真                               |
| 2015 | スタッフ                                                                    | St. Louis Post-Dispatch | マイケル・ブラウン射殺事件                                           |